# Finans (spel)
Finans är ett brädspel från Alga, skapat av Martin Marte. 
Finans är baserat på spelet Monopol. I Finans handlar spelarna såväl med tomter som med aktier och obligationer. Målet för spelet är att uppvisa ett kontant kapital om en miljon. I nyare versioner krävs dessutom att man är ende ägare av minst två företagsgrupper.

## Allmänt
Spelarna slår med tärning och vandrar runt spelplanen. I nyare versioner slår bilägare med två tärningar. Handel med tomter, aktier och obligationer får endast ske om spelaren befinner sig inne i banken eller i bankfilialen ute på spelplanen. Endast en aktie och en tomt får inhandlas åt gången och om spelaren står i tur att slå, obligation kan man köpa på sista rutan innan man går ut ur banken. Man får fortsätta köpa aktier eller tomter så länge som man är i banken. Handeln och spelets händelser styrs av korten "Börstips" respektive "Finanstidningen" som anger nya bestämmelser, antingen för alla eller bara den enskilde spelaren. Finanstidningen gäller vanligtvis gäller tills vidare och ligger uppe för att beskriva situationen på den finansiella marknaden. En spelare plockar upp en ny Finanstidning eller ett Börstips om han/hon hamnar på en ruta eller får ett kort som anbefaller det. Byggnation får endast göras på två av planens rutor.

## Jämförelse med Monopol
Finans är ett lite mer komplicerat spel än Monopol, eftersom man har fler sätt att tjäna pengar:
- Tomter med eller utan byggnader ger hyresintäkter från de motspelare som hamnar på rutan.
- Aktier som ger utdelning. Det kan också bli så att man betalar aktieutdelning till motspelarna.
- Obligationer som ger vinst vid dragningen.

Kombinationen av aktier och tomter i företagsgrupper gör att man kan får fler taktiska vägval i spelet och kan tvinga motspelarna att sälja sina innehav. Det finns också möjlighet att låna pengar från banken med eller utan inteckning av egendomar. Till skillnad från Monopol, där man vanligtvis bara intecknar tomter i ett ekonomiskt krisläge, kan man i Finans välja att ta lån för att investera och snabbt tjäna igen pengarna.
Ytterligare en stor skillnad mellan spelen är att man i Monopol bara kan vinna genom att sätta alla motspelare bankrutt, medan man i Finans även kan vinna genom att samla ihop tillräckligt mycket pengar.

## Spelet
Utöver tomthandel, byggnationer av byggnader och industrier samt inkassering av hyra från sina medspelare, vilket förekommer i Monopol, har spelarna möjlighet att satsa på aktiehandel och då bygga upp sitt kapital genom aktieutdelningar som sker på särskilda rutor eller med vissa kort. Börsen svänger dock både upp och ner och spelare kan råka ut för kraftiga kursfall på sitt aktiekapital och bli betalningsskyldiga till banken. Dessutom kan spelare bli tvingade till att ge sina medspelare utdelning på deras aktier ifall de har aktier i företagsgrupper spelaren själv har investerat i. Tomter kan belånas eller återköpas av banken för summor som regleras av tomtens lagfart och huruvida de är bebyggda eller ej. Det finns även tolv obligationer till försäljning. Dessa utfaller med vinst och återlöses av banken i stora eller lilla obligationsdragningen som sker genom att bankiren slår två tärningar vars totala summan ger högsta vinsten och de två termerna ger de lägre vinsterna om någon spelare innehar motsvarande obligationer.
Spelarnas mål är att ta kontroll över hela företagsgrupper, d.v.s. alla tomter och hela aktiekapitalet i en koncern. I vissa situationer kan enskilda spelare kalla till bolagsstämma i syfte att med hjälp av en kombination av pengar och tur överta hela gruppen. Det finns dock möjlighet att köpa sig fri från slumpen genom att betala ett maxbelopp som garanterar övertagandet men då får också motspelarna desto mer pengar att själva investera med.
Det finns olika sätt att lägga upp taktiken, men att köpa aktier brukar vara ett snabbt sätt att öka kapitalet, medan tomter (särskilt när man bygger på dem) bromsar motståndarnas framfart. Det är bra att investera i de grupper där motspelarna redan äger tomter, medan man också vill bygga upp sina egna företagsgrupper så att man inte blir utköpt mot sin vilja. Obligationsdragningarna är mer chansartade, men det är störst chans att vinna på numren i mitten av serien (nummer 7 vinner statistiskt var sjätte gång). Numren 7-12 kan bara vinna högsta vinsten, vilket är bra om spelet pågår länge, eftersom man får behålla obligationen ända tills vinsten faller ut. I början av spelet är det bra att ta lån för att snabbt kunna köpa de aktier och tomter som ger högst avkastning. Man bör också se till att ha tillräckligt mycket pengar kvar för att ha råd att bygga när man hamnar på rutan ”Byggprojekt”, eftersom det kan ta lång tid innan nästa tillfälle dyker upp. 

## Varianter
Under 1970-talet hette spelet ”Nya Finans”. Reglerna var i stort sett identiska, men man hade även med en möjlighet att bilda kartell, som gjorde att de spelare som låg sämre till kunde gå ihop för att få chansen att stoppa den som hade ledningen. Kartellen blev aldrig särskilt populär, eftersom det var krångligt och inte tillförde någon avgörande fördel. Systemet med företagsgrupper var inte helt färdigutvecklat. Reglerna i Nya Finans var också lite ”luddiga” när det gällde hur man avgjorde när spelet var avgjort, och man i princip kunde fortsätta hur länge som helst.
En mer kortlivad variant var Datafinans, där man hade en ”miniräknare” som användes för att hålla koll på pengarna. Det spelet var både dyrare och krångligare att spela, och blev aldrig särskilt populärt. 

## Utgång
Den spelare som kan uppvisa ett kontant kapital om minst 1 000 000 samt två hela företagsgrupper vinner spelet (gäller nyare versioner). Om samtliga spelare utom en går i konkurs är spelet också slut och den kvarvarande spelaren vinner. Man kan komma överens om en annan summa om man vill korta ner eller förlänga speltiden.